# Alma Taylor
Alma Taylor, nata Alma Louise Taylor (Londra, 3 gennaio 1895 – Londra, 23 gennaio 1974), è stata un'attrice inglese.
Occhi azzurri, capelli castani, iniziò a recitare come attrice bambina in una popolare serie di cortometraggi in coppia con Chrissie White, diventando quindi una delle attrici più note e amate del Regno Unito all'epoca del cinema muto.

## Biografia
Fu una delle star della Hepworth, la casa di produzione per cui girò la maggior parte dei suoi film. Esordì sullo schermo nel 1908 a 13 anni e fu diretta spesso dallo stesso Cecil M. Hepworth, orgoglioso che l'attrice non usasse trucco quando veniva fotografata dalla cinepresa. Come attrice bambina Alma Taylor fece coppia fissa con Chrissie White in numerose pellicole (più di settanta cortometraggi) della serie Tilly & Sally, girati tra il 1910 e il 1915 che la resero molto popolare nel Regno Unito. Ad Alma Taylor fu affidato il ruolo di Tilly mentre Chrissie diventò per tutti solo Sally. Le due terribili ragazzine, sullo schermo, ne combinavano di tutti i colori, divertendosi a mettere a soqquadro la vita più o meno pacifica degli altri abitanti del loro paese immaginario.
Taylor continuò a recitare con successo come giovane attrice, venendo nominata dal Daily News nel 1924 come la top star britannica insieme a Betty Balfour. Quando nel 1926 Hepworth si ritirò, Alma Taylor fu la protagonista del suo ultimo film, The House of Marney.
All'avvento del sonoro, la carriera dell'attrice subì una battuta d'arresto quando si vide relegata a ruoli di contorno di scarsa rilevanza. Negli anni cinquanta, Alma Taylor, dopo aver lasciato il cinema nel 1936, tornò a recitare, apparendo anche in televisione.
Era sposata a Leonard Avery.

## Morte
Alma Taylor morì a Londra per un ictus il 23 gennaio 1974 a 79 anni. Venne cremata e le ceneri furono consegnate a familiari e amici.

## Filmografia
La filmografia - basata su IMDb - è completa. Quando manca il nome del regista, questo non viene riportato nei titoli

### 1908/1910
- The Little Flower Girl (1908)
- His Daughter's Voice, regia di Walter R. Booth (1908)
- The Story of a Picture, regia di Lewin Fitzhamon (1910)
- The Little Milliner and the Thief, regia di Lewin Fitzhamon (1910)
- The Burglar and Little Phyllis, regia di Lewin Fitzhamon (1910)
- A New Hat for Nothing
- Tilly the Tomboy Visits the Poor, regia di Lewin Fitzhamon (1910)
- Tilly the Tomboy Goes Boating, regia di Lewin Fitzhamon (1910)
- Tilly the Tomboy Buys Linoleum, regia di Lewin Fitzhamon (1910)
- Tilly at the Election, regia di Lewin Fitzhamon (1910)
- The Heart of a Fishergirl, regia di Lewin Fitzhamon (1910)

### 1911
- Tilly's Unsympathetic Uncle, regia di Lewin Fitzhamon (1911)
- Mr. Poorluck Buys Some China, regia di Lewin Fitzhamon (1911)
- When Tilly's Uncle Flirted, regia di Lewin Fitzhamon (1911)
- Evicted, regia di Lewin Fitzhamon (1911)
- Tilly's Party, regia di Lewin Fitzhamon (1911)
- Tilly at the Seaside, regia di Lewin Fitzhamon (1911)
- Tilly - Matchmaker, regia di Lewin Fitzhamon (1911)
- The Veteran's Pension, regia di Frank Wilson (1911)
- Tilly and the Morman Missionary, regia di Lewin Fitzhamon (1911)
- Tilly and the Fire Engines, regia di Lewin Fitzhamon (1911)
- A Fight with Fire, regia di Lewin Fitzhamon (1911)
- The Smuggler's Step-Daughter, regia di Lewin Fitzhamon (1911)
- A Wilful Maid, regia di Lewin Fitzhamon (1911)
- A Seaside Introduction', regia di Lewin Fitzhamon (1911)
- Envy, Hatred and Malice, regia di Lewin Fitzhamon (1911)
- Tilly and the Smugglers, regia di Lewin Fitzhamon (1911)

### 1912
- Tilly and the Dogs, regia di Frank Wilson (1912)
- Bill's Reformation, regia di Bert Haldane (1912)
- Tilly Works for a Living, regia di Frank Wilson (1912)
- Curfew Must Not Ring Tonight, regia di Hay Plumb (1912)
- Oliver Twist, regia di Thomas Bentley (1912)
- The Dear Little Teacher, regia di Warwick Buckland (1912)
- Tilly in a Boarding House, regia di Hay Plumb (1912)
- King Robert of Sicily, regia di Hay Plumb (1912)
- For Love and Life, regia di Hay Plumb (1912)
- For a Baby's Sake, regia di Lewin Fitzhamon (1912)
- The Luck of the Red Lion, regia di Hay Plumb (1912)

### 1913
- The Curate's Bride, regia di Hay Plumb (1913)
- The Real Thing, regia di Hay Plumb (1913)
- Winning His Stripes, regia di Frank Wilson (1913)
- The Tailor's Revenge, regia di Hay Plumb (1913)
- Blood and Bosh, regia di Hay Plumb (1913)
- The Mill Girl, regia di Warwick Buckland (1913)
- The Law in Their Own Hands, regia di Frank Wilson (1913)
- Tried in the Fire, regia di Warwick Buckland (1913)
- Paying the Penalty, regia di Warwick Buckland (1913)
- The Lover Who Took the Cake, regia di Hay Plumb (1913)
- Petticoat Perfidy, regia di Hay Plumb (1913)
- Tilly's Breaking-Up Party, regia di Frank Wilson (1913)
- Her Little Pet, regia di Frank Wilson (1913)
- Partners in Crime, regia di Warwick Buckland (1913)
- Adrift on Life's Tide, regia di Warwick Buckland (1913)
- The Girl at Lancing Mill, regia di Warwick Buckland (1913)
- A Little Widow Is a Dangerous Thing, regia di Frank Wilson (1913)
- David Copperfield, regia di Thomas Bentley (1913)
- A Midnight Adventure, regia di Frank Wilson (1913)
- The Cloister and the Hearth, regia di Cecil M. Hepworth (1913)
- For Love of Him, regia di Warwick Buckland (1913)
- The Broken Oath, regia di Warwick Buckland (1913)
- The Old Curiosity Shop, regia di Thomas Bentley (1913)

### 1914
- Blind Fate, regia di Cecil M. Hepworth (1914)
- Justice, regia di Frank Wilson (1914)
- The Price of Fame, regia di Warwick Buckland (1914)
- The Whirr of the Spinning Wheel, regia di Frank Wilson (1914)
- The Quality of Mercy, regia di Warwick Buckland (1914)
- An Engagement of Convenience, regia di Hay Plumb (1914)
- The Heart of Midlothian, regia di Frank Wilson (1914)
- By Whose Hand?, regia di Warwick Buckland (1914)
- The Girl Who Lived in Straight Street, regia di Warwick Buckland (1914)
- Over the Garden Wall, regia di Hay Plumb (1914)
- The Kleptomaniac, regia di Warwick Buckland (1914)
- The Schemers: or, The Jewels of Hate, regia di Frank Wilson (1914)
- The Hills Are Calling, regia di Cecil M. Hepworth (1914)
- His Country's Bidding, regia di Cecil M. Hepworth (1914)
- In the Shadow of Big Ben, regia di Frank Wilson (1914)
- Aladdin: or, a Lad Out, regia di Hay Plumb (1914)
- The Awakening of Nora, regia di Laurence Trimble (1914)
- Morphia the Death Drug, regia di Cecil M. Hepworth (1914)
- Time the Great Healer, regia di Cecil M. Hepworth (1914)
- Wildflower, regia di Warwick Buckland (1914)
- The Basilisk, regia di Cecil M. Hepworth  (1914)
- The Double Event, regia di Warwick Buckland (1914)
- His Great Opportunity, regia di Warwick Buckland (1914)
- Tilly at the Football Match, regia di Hay Plumb (1914)
- My Aunt! (1914)
- Oh My Aunt!, regia di Cecil M. Hepworth (1914)

### 1915
- Be Sure Your Sins, regia di Cecil M. Hepworth (1915)
- A Lancashire Lass, regia di Frank Wilson (1915)
- The Painted Lady Betty, regia di Frank Wilson (1915)
- Things We Want to Know, regia di Hay Plumb (1915)
- Spies, regia di Frank Wilson (1915)
- Jill and the Old Fiddle, regia di Hay Plumb (1915)
- A Moment of Darkness, regia di Cecil M. Hepworth (1915)
- Tilly and the Nut, regia di Frank Wilson (1915)
- Who Stole Pa's Purse?, regia di Frank Wilson (1915)
- The Passing of a Soul, regia di Cecil M. Hepworth (1915)
- The Traitor, regia di Cecil M. Hepworth (1915)
- The Bottle, regia di Cecil M. Hepworth (1915)
- The Baby on the Barge, regia di Cecil M. Hepworth (1915)
- The Man Who Stayed at Home, regia di Cecil M. Hepworth
- Sweet Lavender, regia di Cecil M. Hepworth (1915)
- The Golden Pavement, regia di Cecil M. Hepworth (1915)
- The Outrage, regia di Cecil M. Hepworth (1915)
- Invasion (1915)

### 1916
- Love in a Mist, regia di Cecil M. Hepworth (1916)
- The Man at the Wheel, regia di Frank Wilson (1916)
- Trelawny of the Wells, regia di Cecil M. Hepworth (1916)
- Sowing the Wind, regia di Cecil M. Hepworth (1916)
- Annie Laurie, regia di Cecil M. Hepworth (1916)
- The Marriage of William Ashe, regia di Cecil M. Hepworth (1916)
- The Grand Babylon Hotel, regia di Frank Wilson (1916)
- Comin' Thro' the Rye, regia di Cecil M. Hepworth (1916)
- Iris, regia di Cecil Hepworth   (1916)
- Molly Bawn, regia di Cecil M. Hepworth (1916)

### 1918
- The Touch of a Child, regia di Cecil M. Hepworth (1918)
- The Leopard's Spots, regia di Cecil M. Hepworth (1918)
- A New Version, regia di Cecil M. Hepworth (1918)
- The W.L.A. Girl, regia di Cecil M. Hepworth (1918)
- The Refugee, regia di Cecil M. Hepworth (1918)
- Tares, regia di Cecil M. Hepworth (1918)
- Boundary House, regia di Cecil M. Hepworth (1918)

### 1919
- Broken in the Wars, regia di Cecil M. Hepworth (1919)
- The Nature of the Beast, regia di Cecil M. Hepworth (1919)
- Sunken Rocks, regia di Cecil M. Hepworth (1919)
- Sheba, regia di Cecil M. Hepworth (1919)
- The Forest on the Hill, regia di Cecil M. Hepworth (1919)

### 1920
- Anna the Adventuress, regia di Cecil M. Hepworth (1920)
- Alf's Button, regia di Cecil M. Hepworth (1920)
- Helen of Four Gates, regia di Cecil M. Hepworth (1920)
- Mrs. Erricker's Reputation, regia di Cecil M. Hepworth (1920)

### 1921
- The Tinted Venus, regia di Cecil M. Hepworth (1921)
- The Narrow Valley, regia di Cecil M. Hepworth (1921)
- Dollars in Surrey, regia di George Dewhurst e Anson Dyer (1921)
- Tansy, regia di Cecil M. Hepworth (1921)

### 1923
- Mist in the Valley, regia di Cecil M. Hepworth (1923)
- The Pipes of Pan, regia di Cecil M. Hepworth (1923)
- Strangling Threads, regia di Cecil M. Hepworth (1923)
- Comin' Thro the Rye, regia di Cecil M. Hepworth   (1923)

### 1924/1929
- Shadow of Egypt, regia di Sidney Morgan (1924)
- The House of Marney, regia di Cecil M. Hepworth (1926)
- Quinneys, regia di Maurice Elvey (1927)
- Two Little Drummer Boys, regia di G.B. Samuelson (1928)
- A South Sea Bubble, regia di T. Hayes Hunter (1928)
- Il cane di Baskerville (Der Hund von Baskerville), regia di Richard Oswald (1929)
- Il rapido siberiano (Die Nacht des Schreckens), regia di Gennaro Righelli (1929)

### Anni trenta
- Deadlock, regia di George King (1931)
- Bachelor's Baby, regia di Harry Hughes (1932)
- House of Dreams (1933)
- Things Are Looking Up, regia di Albert de Courville (1935)
- Everybody Dance, regia di Charles Reisner (1936)

### Anni cinquanta
- Le armi del re (Lilacs in the Spring), regia di Herbert Wilcox (1954)
- Stock Car, regia di Wolf Rilla (1955)
- 999 Scotland Yard (Lost), regia di Guy Green (1956)
- L'uomo che sapeva troppo (The Man Who Knew Too Much), regia di Alfred Hitchcock (1956)
- Blue Murder at St. Trinian's, regia di Frank Launder (1957)
- Titanic latitudine 41 Nord (A Night to Remember), regia di Roy Baker (1958)

## Tv
- The Great City, episodio tv della serie Armchair Theatre (1957)
- Escape to Happiness, episodio tv della serie Armchair Theatre (1957)